# Willem van Duivenvoorde

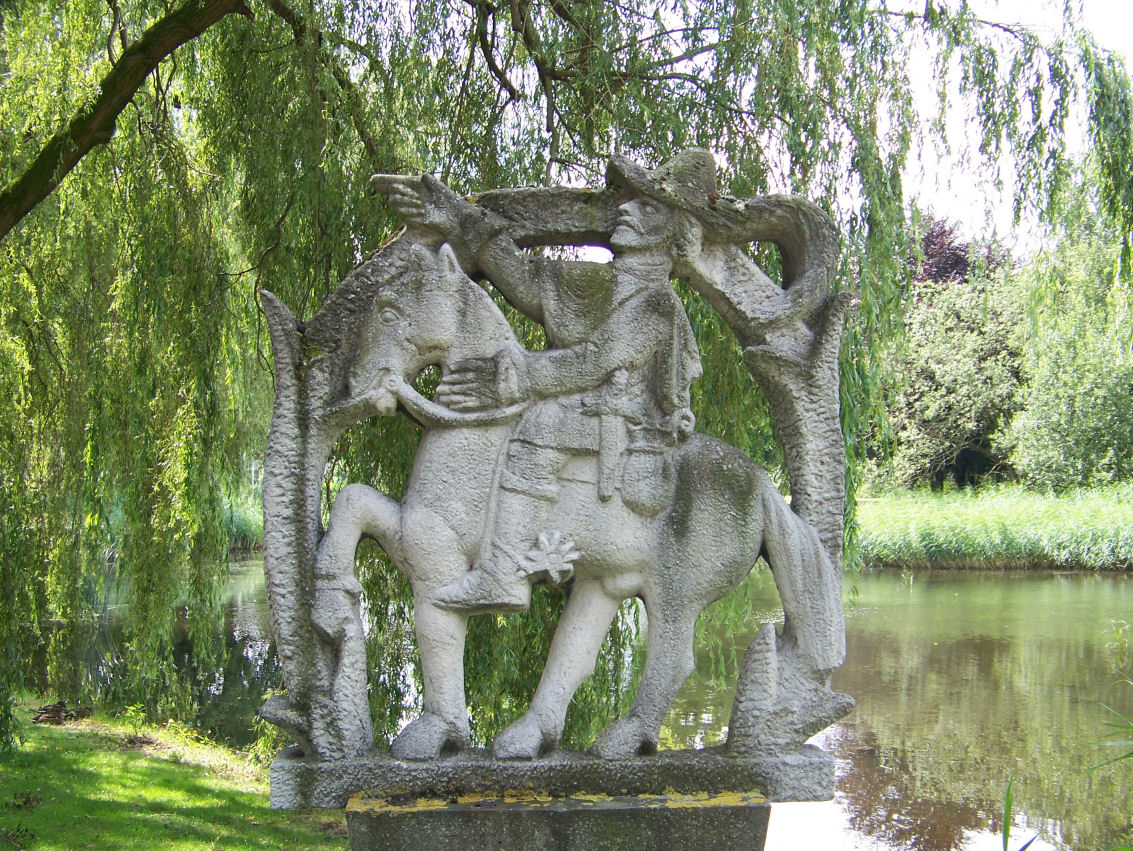
Van Duivenvoorde uitgebeeld door Niel Steenbergen in Oosterhout

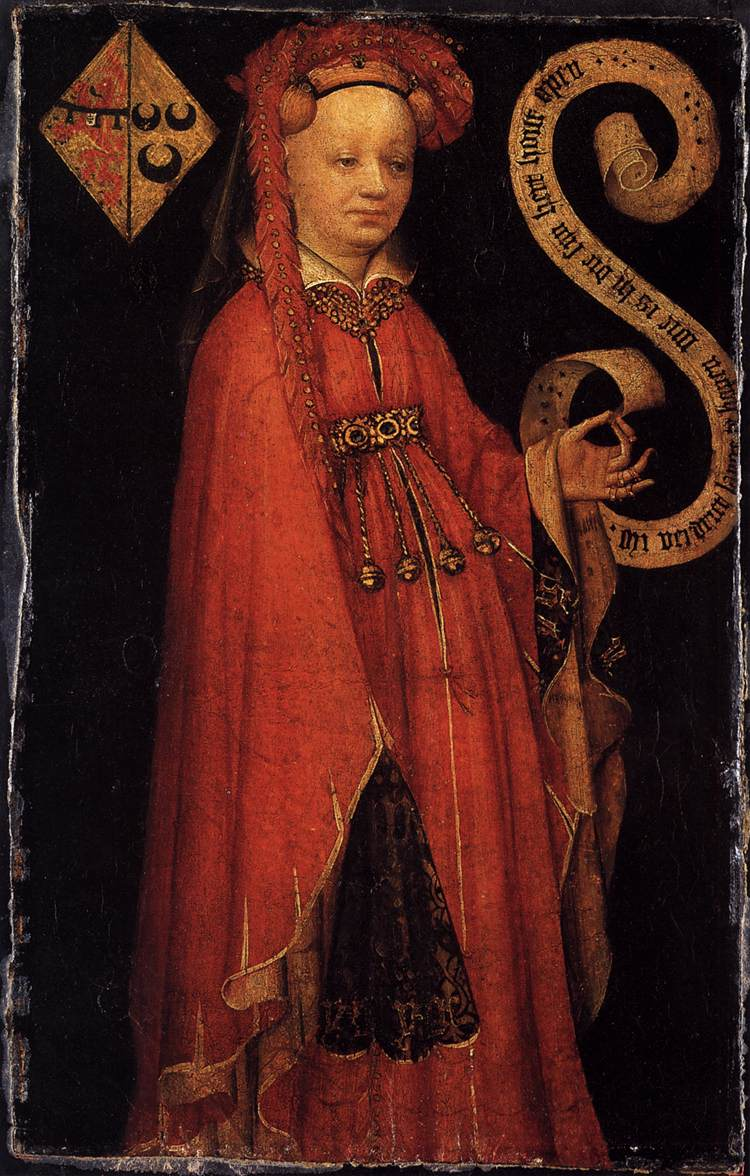
Lysbeth van Duvoorde, schilderij met dit opschrift : "Afbeeltsel van Juffer Lijsbeth van Duvoorde, Heer Dircks dochter", circa 1430.

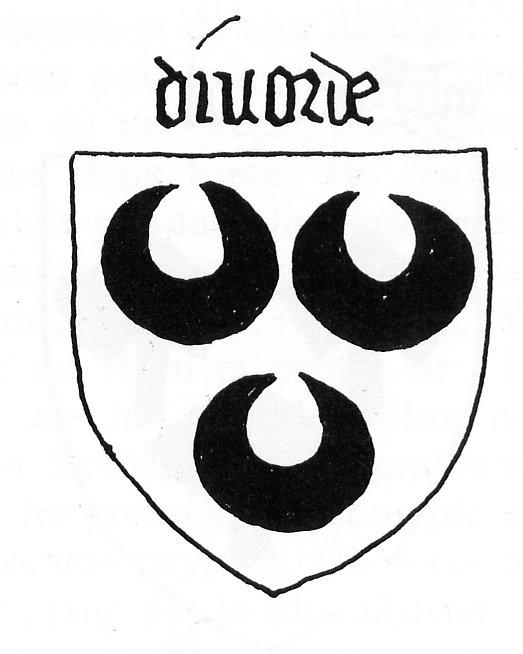
Wapen van de familie van Duvoorde (Divorde)

Willem van Duivenvoorde (ook van Duvenvoorde en van Duvoorde), bijgenaamd Willem Snickerieme (?, 1290 - kasteel Boutersem nabij Leuven, 12 augustus 1353) was een bastaardzoon van Filips III van Duivenvoorde en een halfbroer van Jan I van Polanen.
Hij was kamerling en schatbewaarder van graaf Willem III van Holland. Hij zat in de grafelijke raad van de Hertog van Brabant.
Van Duivenvoorde kocht in 1325 de heerlijkheid Oosterhout. Daar, in de schimmige grensstreek tussen het graafschap Holland en het hertogdom Brabant, had hij in 1324 het huis Ten Strijen gekocht van vrouwe Beatrijs van Putten en Strijen, de dochter van Nicolaas III van Putten. In de jaren daarna verbouwde hij dit huis tot een slot. Huize Ten Strijen werd het grootste kasteel dat er in de veertiende eeuw in het graafschap is gebouwd. Van hieruit liet Willem zijn goederen centraal beheren. Hij verwierf onder meer delen van het land van Breda (in 1342), de dorpen Baarle, Alphen, Gilze en Ulvenhout. Willem werd daardoor een leenman van de hertog van Brabant. Deze verkeerde steeds in geldnood en had de heerlijkheid Breda in 1339 als onderpand overgedaan aan Jan I van Polanen, die daarmee de pandheer werd, met Willem als vruchtgebruiker voor het leven, die daarmee de facto ook heer van Breda werd.
Willem wist tijdens zijn leven een enorm vermogen op te bouwen, niet alleen door leningen aan koningen en aan de keizer, maar ook door een modern centraal beheer over zijn bezittingen. In 1328 werd hij tot ridder geslagen door hertog Jan III van Brabant en vervolgens benoemde de hertog hem tot zijn baanderheer, waardoor Willem een aantal leenmannen onder zich kreeg.
Hij werd in 1329 door keizer Lodewijk IV gelegitimeerd, zodat hij niet langer als bastaard hoefde te gelden.
Bij het uitbreken van de Hoekse en Kabeljauwse twisten koos hij de kant van de landsvrouwe Margaretha II van Henegouwen. Hij en zijn medestanders, zoals de heren van Polanen, van Brederode en van Cats, maakten deel uit van de Hoeken.
Willem stichtte het kartuizerklooster van Geertruidenberg en een clarissenklooster te Brussel, waar hij is begraven.

## Bezittingen
- In 1313 beleend met enige hoeven onder Nootdorp.
- In 1320 beleend met de ambachten Dubbelmonde en Almonde.
- Verwierf het schoutambacht van Geertruidenberg, met de opbrengst der boeten. Hij ommuurde deze plaats en bouwde er een kasteel.
- Verwierf in 1324 het goed Strijen (twee beemden boerenland en een nabijgelegen bos) bij Oosterhout met de gelijknamige, vanaf 1288 door de heren van Strijen ZH gebouwde burcht.
- In 1325 heer van Oosterhout.
- Door zijn huwelijk met Heylwich (1327) kreeg hij de burcht en heerlijkheid van Vianen in zijn bezit. In 1336 schonk Willem Vianen stadsrechten.
- In de ambachtsheerlijkheid Meerdervoort bij Zwijndrecht stichtte hij het kasteel Develstein.
- In de buurt van Almonde en Dubbelmonde verkreeg hij nog: Twintighoeven en andere plaatsen in de Langestraat (1328), Monsterkerk en Standhazen (1330), Strevelshoek (1345).
- Werd in 1339 heer van Breda als vruchtgebruiker (tot zijn dood in 1353).

## Erfenis
Omdat Willem uit zijn huwelijk met Heylwich van Vianen (overleden in 1351) geen wettige erfgenamen had (hij had mogelijk wel 12 bastaardkinderen) kwam de erfenis terecht bij de zoon van zijn halfbroer, dus zijn neef, Jan II van Polanen. Door vererving gingen deze bezittingen over op de zoon van Jan II, Jan III van Polanen. De enige dochter van Jan III, Johanna van Polanen, trouwde met graaf Engelbrecht I van Nassau-Siegen. Door dit huwelijk kwamen de Nassaus in het bezit van de Baronie van Breda en werden zij vooraanstaande edelen in het hertogdom Brabant. Dit legde de basis voor hun rol in de Nederlandse geschiedenis.
In de titels van de koning der Nederlanden (Willem-Alexander) is de erfenis van Willem nog zichtbaar, zo is hij onder andere baron van Breda.

## Bastaardkinderen
Bij niet met naam genoemde vrouwen:
- Willem van Duivenvoorde (ca. 1303-27 september 1345). Hij trouwde met Margaretha van Bouchout
- Dirk van Duivenvoorde (ca. 1305-voor 16 maart 1401).
- Elsebeen van Duivenvoorde (ca. 1310-). Zij trouwde in 1331 met Jan van Wendelnesse
- Clementia van Duivenvoorde (ca. 1312-na 29 maart 1385). Zij trouwde op 8 juli 1334 met Jan van Drimmelen
- Peter van Duivenvoorde ( ca. 1314-)
- Jan van Duivenvoorde (ca. 1316-)
- Amalberga van Duivenvoorde-Wassenaar erfvrouwe van Boutershem (ca. 1317-). Zij trouwde na 1345 met Jan I Corsselaar-van Wittem.
- Theodoricus van Duivenvoorde (ca. 1318-)

Bij Aleijt Oemencx (Brussel, 1298-)
- Beatrix van Duivenvoorde (ca. 1320- na 25 november 1387). Zij trouwde met Roelof van Dalem ridder (ca. 1316-voor juni 1361).[2] Uit haar nageslacht is Gerrit van Assendelft geboren.

Bij een niet bij naam genoemde vrouw:
- Elisabeth van Duivenvoorde (ca. 1324-). Zij trouwde op 29 september 1353 met Wouter van Duffel

Bij Geertruid van der Poel (Geertruidenberg, ca. 1300-)
- Willem van Oosterhout heer van Oosterhout (Geertruidenberg, ca. 1332- voor 22 juni 1402)

Bij onbekende moeder:
Bertha van Duivenvoorde, trouwt voor 1350 met Gerard van der Heyden (vermeld tot 1380), leenman van de heer van Rotselaar voor het Hof Ter Heiden te Rotselaar, en brengt als bruidsschat de heerlijkheid Boutersem (tussen Leuven en Tienen). Gerard bouwt tussen 1350 en 1363 bij het Hof Ter Heiden een imposante, complexe donjon, waarop hij en Bertha zeker al in 1363 wonen.